# Clase Vanguard
Los submarinos clase Vanguard (SSBN - Ship Submersible Ballistic Nuclear, Buque Sumergible Balístico Nuclear en español), son unos submarinos de fabricación británica, los más avanzados con los que cuenta la Marina Real Británica y los únicos que tienen misiles Trident II D5 en Europa. Son parte fundamental del programa nuclear Trident del Reino Unido. Proporcionan a ese país una eficaz arma ofensiva para defender al Reino Unido como a sus aliados de posibles ataques. El primer "Vanguard" en ser lanzado al mar, fue el HMS Vanguard en 1993. En el futuro serán sustituidos por submarinos de la Clase Dreadnought.

## Características

### Armamento

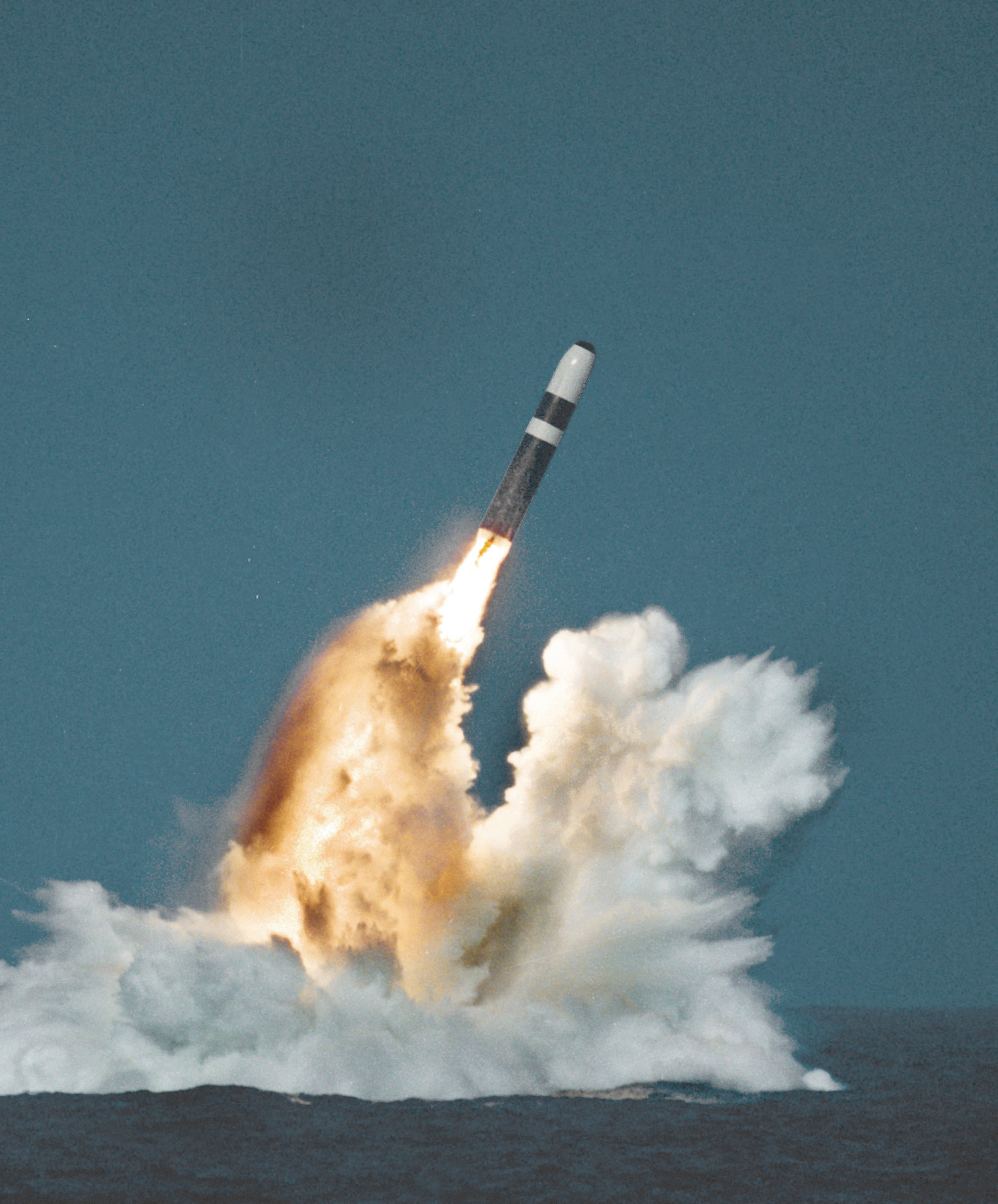
Un misil Trident como los que posee la Marina Real Británica del programa nuclear Trident.

- Misiles Trident II D5 Balisticos: misil con carga nuclear, con capacidad de ataque de unas 4.000 millas náuticas aproximadamente desde su lugar de lanzamiento. Cada misil es capaz de cargar 12 cabezas que podrían impactar en lugares distintos. Cada submarino "Vanguard" lleva consigo 16 misiles; el misil es lanzado desde el submarino a una fuerte presión por gas y cuando el misil alcanza la superficie se activa el sistema de propulsión a chorro.
- Torpedos Spearfish: con un peso aproximado de 2 t, es uno de los torpedos más avanzados del mundo. Actualmente, es un torpedo autoguiado, efectivo tanto en objetivos en superficie como bajo la superficie, tienen una gran velocidad y operan a grandes distancias: son el principal arma convencional que porta un "Vanguard".

### Comunicación
Los submarinos de este tipo deben estar comunicados la mayor parte del tiempo con el mando en tierra. Un complejo sistema de comunicaciones, enlazan a los submarinos "Vanguard" con el comandante en jefe en Northwood, con el secretario de defensa en Londres y el primer ministro por si hubiera necesidad de usar el arma nuclear.

### Sistema táctico de armas y sistema de control del submarino
El sistema táctico de armas, está diseñado para luchar contra el barco adversario y tiene tres cometidos principales:
- Dar protección al buque.
- Evitar detecciones.
- Permitir comunicaciones efectivas.

El sistema de control del submarino (SMCS) siglas en inglés que significan "Submarine Command System", es el "cerebro" del sistema táctico de armas del submarino, controlando y manejando sus diferentes partes, recibe información de los sensores, analiza la información y se la presenta al oficial en jefe del submarino de forma que le de la opción de tomar decisiones tácticas. Una vez que este proceso esté realizado, el sistema de control ejecuta todo lo necesario para un ataque.

### Reactor presurizado

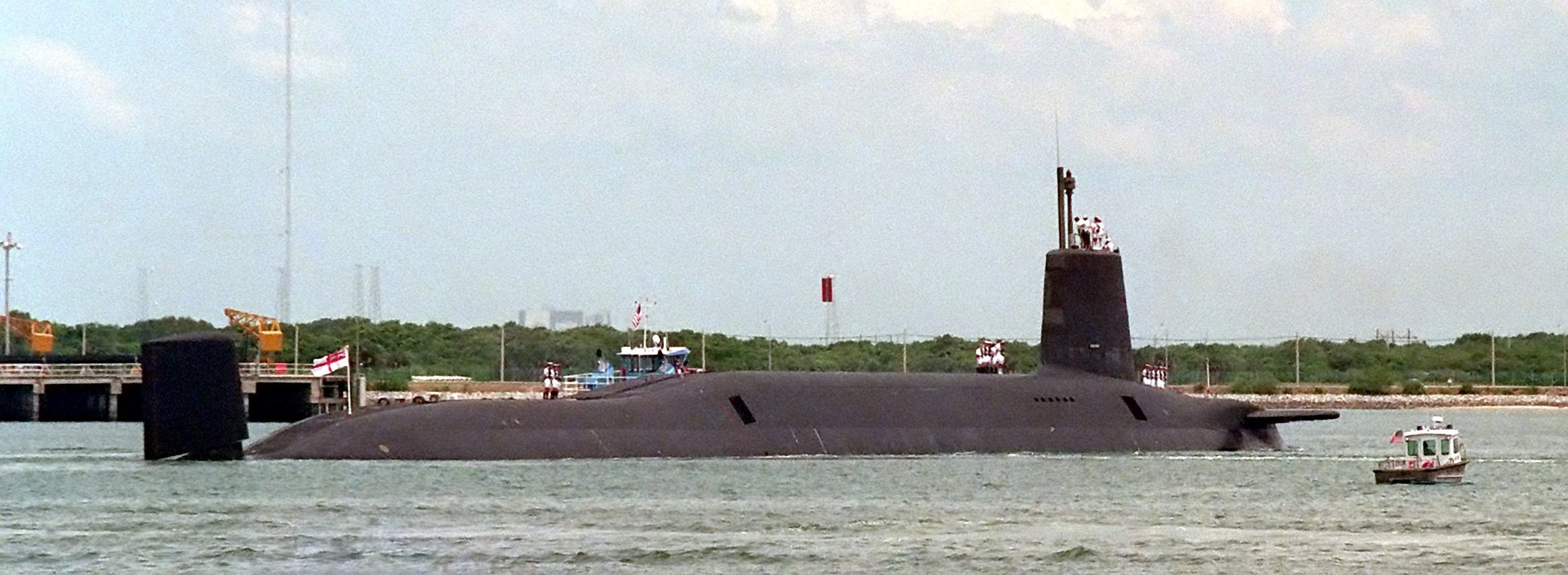
HMS Vanguard llegando a puerto.

El "Vanguard" se caracteriza por su reactor presurizado acuático de última generación; recolecta grandes cantidades de uranio y crea una enorme cantidad de energía para dársela al submarino: una tonelada de material fisionable para el reactor equivale a la energía que produce 2.5 millones de toneladas de carbón. Todo este proceso es llevado a cabo en un compartimento especial para que la tripulación no se contamine con la radiación. El agua viaja por el reactor y el calor del reactor y sus combustibles hacen que el agua se convierta en vapor; este vapor se utiliza para accionar las turbinas principales del submarino y a partir de ahí, un complejo sistema de engranajes y de propulsión envían la energía al mar. El vapor también es utilizado para conducirlo a los turbogeneradores, que dará al submarino energía. Debido a la gran cantidad de energía almacenada en los submarinos de la clase "Vanguard", pueden recorrer grandes distancias durante años sin tener que repostar en ningún momento.

### Vida a bordo

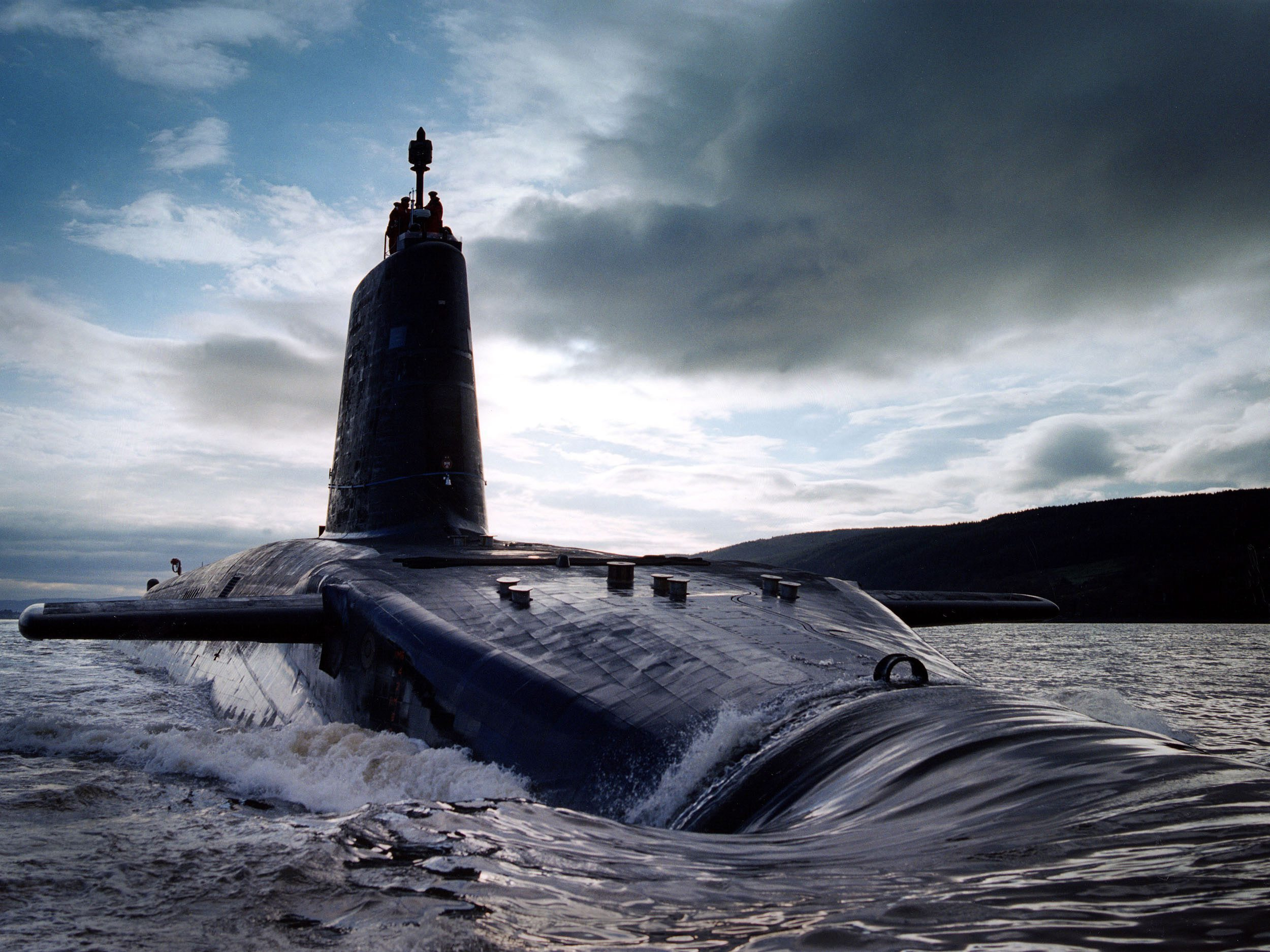
HMS Victorious en el estuario de Clyde, año 2003

En la actualidad el servicio en los submarinos de Su Majestad (HM Submarines), está reservado a hombres. Los submarinos "Vanguard" están bien equipados en cuanto a comodidades para la tripulación. Normalmente, están equipados con capilla, biblioteca, zona de juegos, salón de descanso, etc.
En cuanto a provisiones de comida, un "Vanguard" lleva grandes cantidades, por lo que normalmente sobra alimento a su regreso a puerto.
Un día especial para la tripulación, es cuanto se reciben mensajes de la familia de la tripulación, pero ellos no pueden devolver el mensaje, pues revelarían la posición del "Vanguard", que sólo saben unos pocos a bordo y el Alto Mando en el Reino Unido.

## Unidades
| Nombre     | Denominación | Astillero                                               | Iniciado                | Botado                   | Asignado                | Estado             |
| ---------- | ------------ | ------------------------------------------------------- | ----------------------- | ------------------------ | ----------------------- | ------------------ |
| Vanguard   | S28          | Vickers Shipbuilding and Engineering, Barrow-in-Furness | 3 de septiembre de 1986 | 4 de marzo de 1992       | 14 de agosto de 1993    | En servicio activo |
| Victorious | S29          | Vickers Shipbuilding and Engineering, Barrow-in-Furness | 3 de diciembre de 1987  | 29 de septiembre de 1993 | 7 de enero de 1995      | En servicio activo |
| Vigilant   | S30          | Vickers Shipbuilding and Engineering, Barrow-in-Furness | 16 de febrero de 1991   | 14 de octubre de 1995    | 2 de noviembre de 1996  | En servicio activo |
| Vengeance  | S31          | Vickers Shipbuilding and Engineering, Barrow-in-Furness | 1 de febrero de 1993    | 19 de septiembre de 1998 | 27 de noviembre de 1999 | En servicio activo |